# Jacque Fresco
Jacque Fresco (13. března 1916 New York – 18. května 2017 Sebring, Florida) byl americký multidisciplinární vědec a filozof, sociolog, architekt, designér, sociální inženýr, pedagog a futurolog.
Ve známost vešel svou snahou o racionální využití všech dostupných vědeckých, psychologických a sociologických poznatků pro lepší buducnost celého lidstva a ochranu planety a její přírody, což zkoncentroval ve svém Projektu Venus (The Venus Project). Předkládal dnes již technicky proveditelné návrhy a popisoval možné společenské principy budoucí dynamické civilizace. Součástí návrhu je tzv. ekonomika založená na zdrojích (Resource Based Economy), ve které reflektoval omezenost zdrojů surovin, pitné vody a orné půdy na planetě, a kladl důraz na jejich efektivní využívání a ochranu. Na těchto plánech, jejich detailním rozpracování, experimentální ověřitelnosti a propagaci pracoval většinu svého života.
Patřil také mezi kritiky nešvarů současného ekonomického systému zaměřeného na generování zisku i za cenu poškozování životního prostředí a životů lidí, kritizoval korupci, úplatnost politiků, mocenský vliv nadnárodních firem a korporací na jednotlivé státy a národy.

## Biografie
Jacque Fresco se narodil v Brooklynu v New Yorku v rodině přistěhovalců. Jeho otec Izák Fresco se narodil v roce 1880 a kolem roku 1905 se přistěhoval z Istanbulu do New Yorku, kde pracoval jako zahradník. Zemřel v roce 1963. Jeho matka Lena se narodila v roce 1887 v Jeruzalémě, do New Yorku se přestěhovala asi v roce 1904. Zemřela v roce 1988. Měl dva sourozence, sestru Fredu a bratra Davida. Když žil v Los Angeles v Kalifornii, oženil se poprvé. Během prvních let v Miami se oženil podruhé a v tomto manželství se narodil v roce 1953 syn Richard a v roce 1956 dcera Bambi. Se svou druhou manželkou se rozvedl v roce 1957. Syn Richard pracoval v soukromé armádě, zemřel v roce 1976 při autonehodě. Dcera Bambi zemřela na rakovinu v roce 2010.
Vyrostl v Bensonhurstu v Brooklynu, čtvrti New Yorku. Jako chlapec měl jiné zájmy než to, co ho učili ve škole, a jeho formální vzdělání tedy skončilo předčasně. Tvrdil, že akademický vzdělávací systém jej nedokáže připravit pro život. Svůj volný čas trávil v místní knihovně, kde zkoumal předměty svých vlastních zájmů. Projevil talent pro herectví a získal první cenu na prominentní divadelní soutěži v New Yorku. Projevily se také jeho výtvarné schopnosti v malování a kreslení. Na střeše svého domu se svými přáteli diskutoval o Darwinovi, Einsteinovi, vědě a budoucnosti.
Byl velmi ovlivněn krachem na newyorské burze v roce 1929 a druhou světovou válkou. Ta ovlivnila jeho pozdější postoj ke společnosti.
V roce 1994 se spojil s někdejší portrétistkou Roxane Meadowsovou. Společně stáli za projektem Venus ve městě Venus na Floridě. Cílem jeho snažení byla změna lidské společnosti tak, aby byl svět lepší a spravedlivější; svými postupy se snažil posouvat hranice lidských možností. Stál za řadou technických řešení (např. 3D promítačka).
V roce 2002 publikoval svou stěžejní knihu Nejlepší, co za peníze nekoupíte, ve které shrnul hlavní principy své životní práce a Projektu Venus.

## Veřejné působení a Projekt Venus
Jascues Fresco vytvořil Projekt Venus jako představu o kompletní přestavbě současného sociálního systému. Venus projekt je organizace, která usiluje o mírovou a udržitelnou globální civilizaci. Snaží se o modernizaci společnosti podle současných znalostí a moderních metod. Zásady této organizace jsou založeny na aplikaci vědy a technologie v zájmu člověka a společnosti. Společenská struktura, kterou projekt zastává, je nazývána ekonomika založená na zdrojích (v originálu Resource Based Economy). Cílem projektu je mírová spolupráce celého lidstva oproti stávajícímu boji o suroviny, území, postavení, peníze a moc. Jde o sdílení všech surovin na planetě a jejich prohlášení za dědictví všech lidí na Zemi a také o rozumné nakládání s nimi, oproti válkám o ropu, obchodování se surovinami pro zisk za cenu ničení přírody apod. Jde o využití nejlepších dostupných technologií, kterými civilizace disponuje pro dobro lidstva, oproti současnému využívání téhož pro zisk a nadvládu na úkor větší části obyvatel planety. Fresco navrhoval systémy moderní a úsporné architektury a v nich velmi dbal na energetickou úspornost, ekologii i estetiku. V rámci projektu se svými přáteli postavil několik budov, které slouží jako kanceláře a ústředí projektu Venus ve městečku Venus na Floridě.

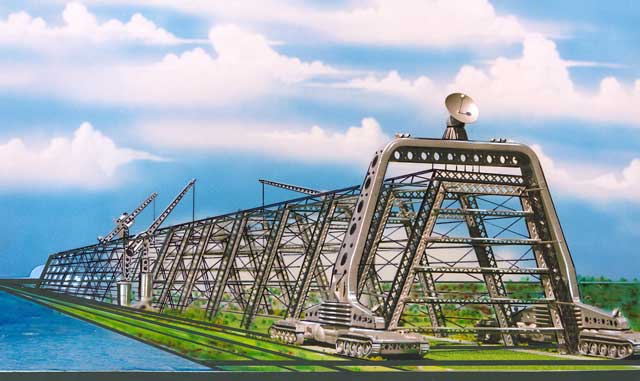
Jeden z technických návrhů Jacqua Fresca na systém rychlejší a zautomatizované výstavby budov

V roce 2006 William Gazecki vytvořil jeho položivotopisný film Budoucnost podle designu. V roce 2008 Peter Joseph představil Jacqua Fresca ve filmu Zeitgeist Addendum, kde byly uvedeny jeho představy o budoucnosti jako možné alternativy uspořádání lidstva. Peter Joseph pak založil Hnutí Zeitgeist zasazující se o takový přístup.
V průběhu roku 2010 cestoval Fresco s Meadowsovou po světě na podporu zájmu o projekt Venus. Dne 15. ledna 2011 byl prezentován dokumentární film Zeitgeist: Moving Forward, který představuje Fresca a jeho činnost. V současné době[kdy?] vede přednášky a prohlídky na místě Venus Project. Inicioval tak financování hlavního filmu, která bude zobrazovat The Venus Project Future. V listopadu 2011 mluvil s protestujícími na místě u vládního centra v Miami. V dubnu 2012 měl premiéru film Roxanny Meadowsové Ráj nebo zapomnění, který shrnuje cíle a návrhy projektu Venus. V červnu 2012 Maja Borg promítala svůj film Future My Love na filmovém festivalu Edinburgh International Festival, představila zde práci Jacqua Fresca a práci Roxanne Meadowsové.
Projekt Venus je uveden v literatuře jako vyvrcholení jeho životního díla. Nachází se v centrální Floridě u západního jezera Okeechobee asi padesát kilometrů severovýchodně od Fort Myers. Na jeho 21,5akrovém pozemku se nachází deset jím navržených budov. Jde také částečně o jeho a Roxanino výzkumné centrum. Produkují zde videa a literaturu, která představují jejich cíle. Podle jejich informací je jejich konečným cílem zlepšení společnosti tím, že ji posunují směrem ke globální, trvale udržitelné, technologické sociální konstrukci, které říkají Ekonomika založená na zdrojích.
Mimo jiné byl ovlivněn Jacquesem Loebaem, který napsal Mechanistické pojetí života, Edwardem Bellamym, který napsal velmi vlivnou knihu Hledím vzad, Thorsteinem Veblenem, kteří ovlivnili hnutí technokracie, a Howardem Scottem, který ho popularizoval, Alfredem Korzybskim, který napsal pojednání Obecná Sémantika a H.G. Wells.
Jeho hypotéza zdrojové ekonomiky je někdy zaměňována či směšována s marxismem, socialismem nebo komunismem. Na tato přirovnání reagoval slovy: „Cíl projektu Venus není souběžný s historií, ani komunismem, socialismem, fašismem nebo jinou politickou ideologií. To je pravda, protože kybernetizace je nedávného původu. Pomocí tohoto systému, bude systém finančního vlivu a kontroly pominut.“
V současnosti na celém světě spontánně vznikají formálně nevázané i oficiálnější „pobočky“ Projektu Venus.

## Dílo
- Kenneth S. Keyes, Jr., Jacque Fresco: Looking Forward (1969)
- Jacque Fresco: Nejlepší, co za peníze nekoupíte (2002)